# Bassano Virtus 55 S.T.
Bassano Virtus 55 Soccer Team Sp A., thường được gọi là Bassano Virtus hoặc chỉ Bassano là một câu lạc bộ bóng đá có trụ sở tại Bassano del Grappa, Veneto. Đội hình chính của câu lạc bộ đã được chuyển đến Vicenza vào năm 2018 với tên là LR Vicenza Virtus, trong khi đội trẻ của Bassano Virtus được giữ lại ở Bassano del Grappa cùng với Vicenza Calcio tạo thành Vicenza.

## Lịch sử

### Thành lập
Bassano Virtus 55 Soccer Team được thành lập vào năm 1920 với tên US Bassano (Unione Sportiva Bassano) và sáp nhập với đối thủ xuyên thành phố AC Virtus vào năm 1968. Năm 1996, câu lạc bộ lấy tên hiện tại: số 55 là viết tắt của năm 1955, chủ sở hữu của Renzo Rosso. Ngày nay, Bassano Virtus cũng là câu lạc bộ bóng đá chuyên nghiệp duy nhất của Ý sử dụng soccer thay vì football trong tên đầy đủ của nó.  

### Serie C2 và Lega Pro Seconda Divisione
Trong mùa giải 2005-06, câu lạc bộ đã tham gia tại Serie C2, nhưng sau khi chịu thất bại ở Montichiari trong trận đấu cuối cùng, họ chỉ kết thúc thứ 12.
Trong mùa giải 2006-07 Serie C2, câu lạc bộ đã lọt vào vòng playoffs, nhưng đã bị đánh bại bởi Calcio Lecco 1912, sau đó được thăng hạng lên Serie C1.
Trong mùa thứ ba liên tiếp của họ ở Serie C2 (nay đổi tên thành Lega Pro Seconda Divisione), Bassano đã có một khởi đầu tuyệt vời: câu lạc bộ đã lên đỉnh giải đấu sau 5 vòng và giữ vị trí đấy cho đến vòng 23, nhờ một loạt tám chiến thắng liên tiếp. Chiến thuật tấn công của HLV Ezio Gelerean đã khiến đội bóng tiến xa hơn một bước: chỉ còn 4 trận đấu, câu lạc bộ đứng đầu, 3 điểm trước á quân Reggiana. Vào cuối mùa giải, Bassano Virtus đã bị Reggiana vượt qua và sau đó thua trận chung kết play-off với Portogruaro (2-3 ở Portogruaro và 1-2 ở Bassano del Grappa) do luật bàn thắng trên sân khách. Tuy nhiên, câu lạc bộ đã giành được Coppa Italia Lega Pro bằng cách đánh bại Benevento Calcio với kết quả áp đảo là 5-0.

### Lega Pro Prima Divisione
Vào cuối mùa giải 2009-10 Lega Pro Seconda Divisione, câu lạc bộ đã nhận được sự tái tổ chức ở Lega Pro Prima Divisione, với số lượng đội gặp khó khăn về tài chính.

### Lega Pro Seconda Divisione
Bassano trong mùa 2011-12 đã xuống hạng từ Lega Pro Prima Divisione sang Lega Pro Seconda Divisione. Trong mùa giải 2013-14, câu lạc bộ đã thăng hạng với tư cách là nhà vô địch của bảng A của Seconda Divisione. Vào cuối mùa giải cũng chứng kiến sự hợp nhất của hai bộ phận của Lega Pro, cũng như giảm 69 đội xuống còn 60 đội. Trong mùa giải 2013-14 Divisiona Divisione đã chứng kiến sự gia nhập lại của 2 đội đã xuống hạng, cũng như 4 đội bổ sung từ Serie D.

### Serie C
Bassano là một trong số 60 đội ban đầu ở Serie C kể từ khi tái lập vào năm 2014. Vào ngày 24 tháng 5 năm 2018, sau khi đội bóng đá chính của tỉnh Vicenza, Vicenza Calcio, Stefano Rosso, chủ tịch của Bassano Virtus, tuyên bố rằng đội hình của Bassano Virtus sẽ bắt đầu chơi ở Vicenza vào năm 2018-19 Serie C dưới màu áo của Vicenza, với cái tên LR Vicenza Virtus, trong khi vẫn giữ cả hai hệ thống đội trẻ của Bassano và Vicenza.

## Câu lạc bộ thay thế
Được biết, một câu lạc bộ khác, Football Club Bassano 1903, được thành lập vào năm 2018 với tư cách là một câu lạc bộ thay thế, sau khi câu lạc bộ ban đầu Bassano Virtus 55 Soccer Team đã chuyển đến Vicenza.

## Quyền sở hữu
Đội thuộc sở hữu của Renzo Rosso, chủ tịch của OTB Group (công ty mẹ của Diesel, Maison Margiela, Marni, Paula Cademartori, Viktor &amp; Rolf, Staff International và Brave Kid). 

## Danh hiệu
| Loại       | Giải đấu              | Danh hiệu | Mùa / năm |
| ---------- | --------------------- | --------- | --------- |
| Trong nước | Serie D               | 1         | 2004-05   |
| Trong nước | Coppa Italia Lega Pro | 1         | 2007-08   |

## Nhân viên kỹ thuật hiện tại
| Chức vụ                | Tên                           |
| ---------------------- | ----------------------------- |
| Huân luyện viên trưởng | liên_kết=\|viền Giuseppe Magi |
| HLV thủ môn            | liên_kết=\|viền Marco Zuccher |

## liên kết ngoài
- Website chính thức (tiếng Ý)